# ギアアンホイクアン寺

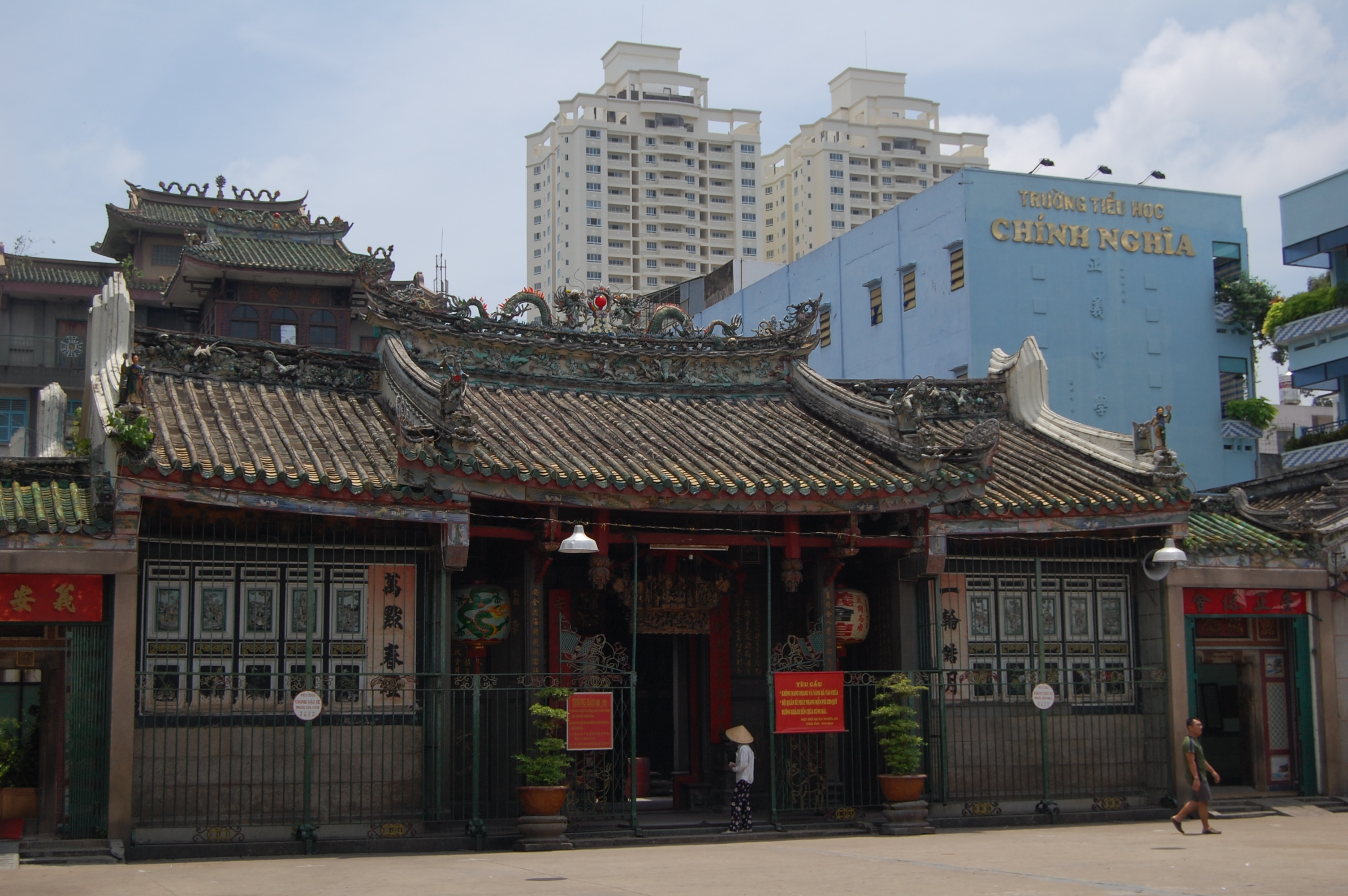
ギアアンホイクアン寺

ギアアンホイクアン寺（ぎああんほいくあんじ、ベトナム語：Nghĩa An Hội Quán / 義安會舘）は、ベトナムホーチミン市5区、グエン・チャイ(ベトナム語：Nguyễn Trãi / 阮廌)通り 710 にある華僑の仏教寺院。オン寺（ベトナム語：Chùa Ông / 𫴶翁）とも呼ばれる。漢名は「義安會舘」。

## 概要
チョロンのほぼ中心部にあり商売繁盛の寺院として多くの参拝客を集める。福建省出身のクアン・ティ氏の一族により1872年に建立された。商売の神、関帝が祭られ、祭壇には派手な電飾があしらわれるなど、典型的な華僑寺の様式を見せる。同じくチョロンにあるティエンハウ廟と同様に、天井から吊るされた多くの渦巻き状の線香が目に付く。中には火をつけると、約2か月の間燃え続ける1m以上もある巨大な線香もあり、境内は常にもうもうと煙が立ち込める。約2000m2にも及ぶ前庭を持つ。

## 名称
日本の観光ガイドブック等には「ギアアンホイクアン寺」の名称で紹介されることが多いが、漢名にある「會舘（会館）」とは、海外に移住した中国人がコミュニティを維持するために建築する親睦、協議、互助、祭祀のための集会場のことであり（詳細は「会館」を参照）、それ自体に宗教施設の意味を含んでいる。なおベトナム語で寺を意味する語は、「Chùa（𫴶）」である。